# Claes Gustaf Schweder

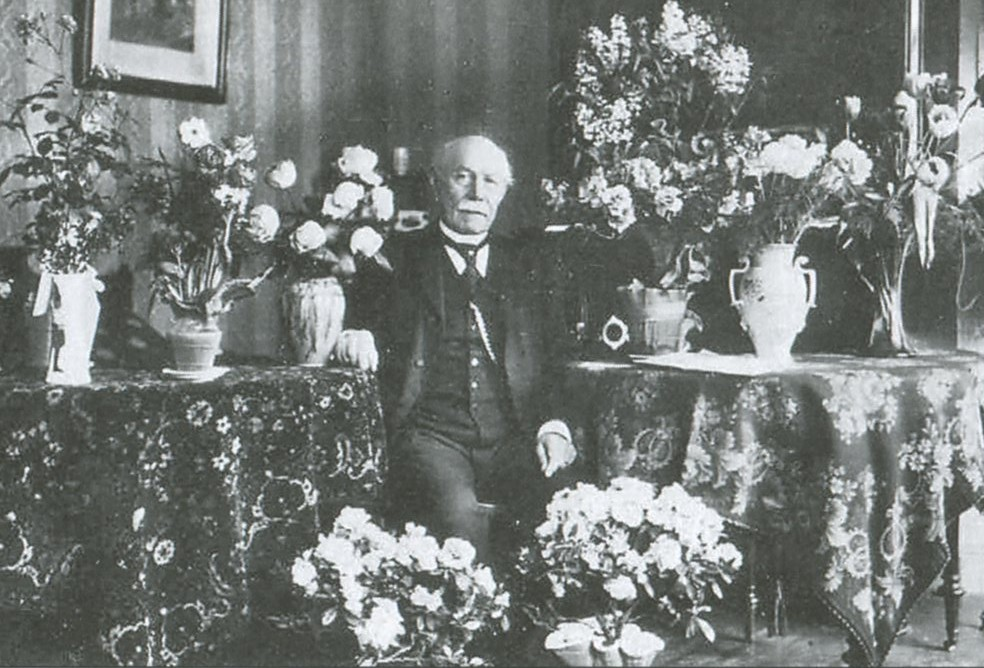
Claes Gustaf Schweders 85-årsdag, 1924.

Claes Gustaf Schweder, född 13 mars 1839 i Mönsterås, död 21 mars 1935 i Stockholm, var en svensk urmakare. Som verkmästare och chefskonstruktör stod han bland annat bakom konstruktionen av Linderoths kalenderur.

## Utbildning
C. G. Schweder började sin utbildning till urmakare redan vid 14 års ålder i sin hemstad Mönsterås. Som nittonåring kom han som lärling till Linderoths urfabrik vid Drottninggatan 28 i Stockholm och kunde 1860 uppvisa sitt gesällprov för Stockholms Hantverksförening. I mitten av 1860-talet tillbringade han några år i London hos den svenska kronometermakaren Victor Kullberg. År 1869 återvände han till Linderoths urfabrik i Stockholm och när ägaren Gustaf Wilhelm Linderoth avled 1871 utnämndes Schweder till verkmästare.

## Liv och verk

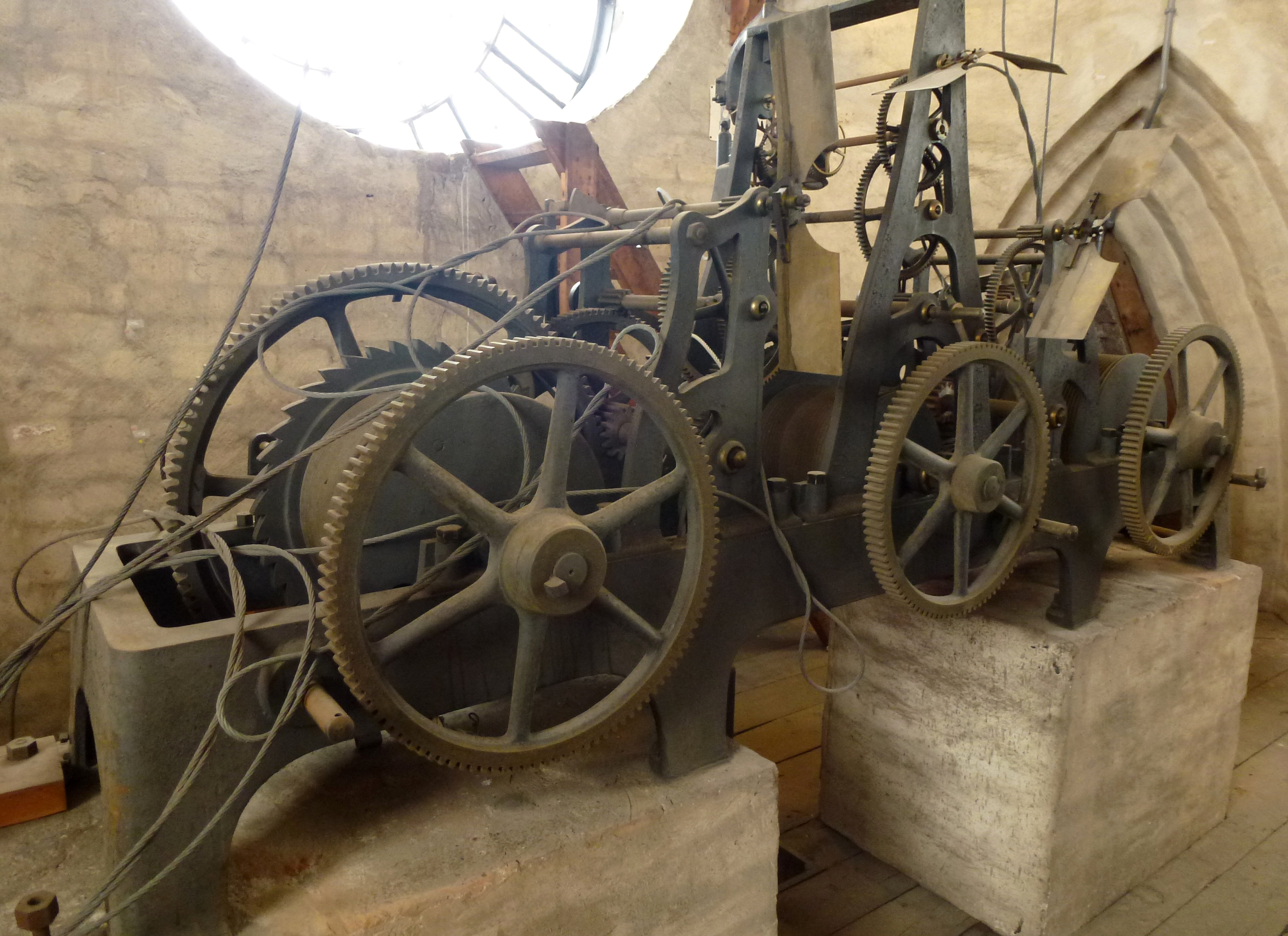
Klara kyrkas tornur i augusti 2012.

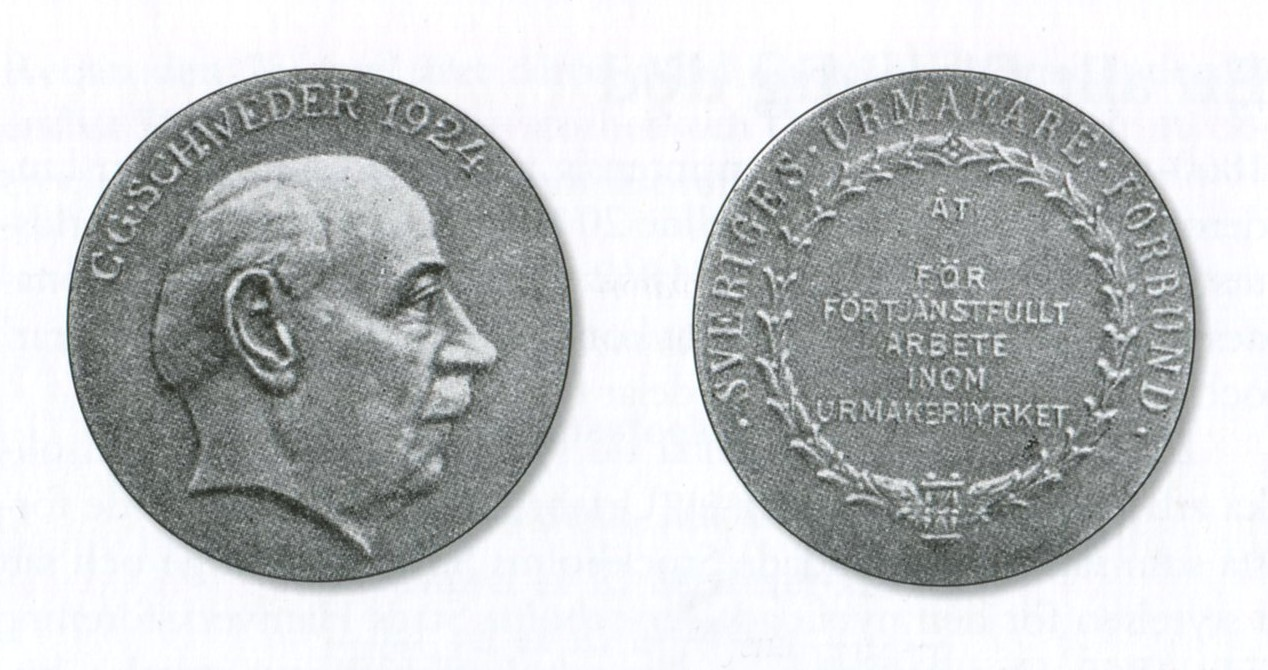
Schwedermedaljen från 1925.

Som konstruktör av ur och precisionsinstrument var Schweder sin tids främste i Sverige. De tornur som han konstruerade hörde till de bästa i världen. Bland dem kan nämnas Klara kyrkas tornur som hade en av Schweder förbättrad  grahamgång (en precisionsgång för pendelur) med konstant kraft. Det innebar att exempelvis vindtryck på de stora visarna inte inverkade på den kraft som tillfördes av verket.
Klara kyrkas tornur är numera elektrifierat men en annan av Schweders konstruktioner fungerar fortfarande. Det är det i Stockholm välkända Linderoths kalenderur som ursprungligen smyckade fasaden för G. W. Linderoths urfabrik vid Drottninggatan och som sedan 1977 finns  på fasaden av före detta Kreditbankens hus vid Norrmalmstorg. Utöver tid (timmar, minuter och sekunder) visade klockan även veckodag, datum i månaden, månad och årtal. Det var mycket ovanligt att ett så stort ur hade sekundvisare. För att få en jämn gång på sekundvisaren utförde pendeln en roterande rörelse, skyddad av en tunna. Endast årtalet fick ändras manuellt, medan resten skiftade automatiskt.
För att förbättra den svenskspråkiga litteraturen om urmakeriet lät han år 1874 utge verket Praktisk handbok för urmakare, med åtta kapitel och 17 litografiska planscher.
I slutet av 1916 lämnade han Linderoths med pension. År 1925 hedrades Schweder av Svenska urmakarförbundet med den så kallade Schwedermedaljen, som sedan dess utgör organisationens belöning för urmakare med särskild yrkesskicklighet. Han avled drygt en vecka efter sin 96-årsdag.